# 布林嫩峰
46°25′33.4″N 8°18′28.9″E / 46.425944°N 8.308028°E

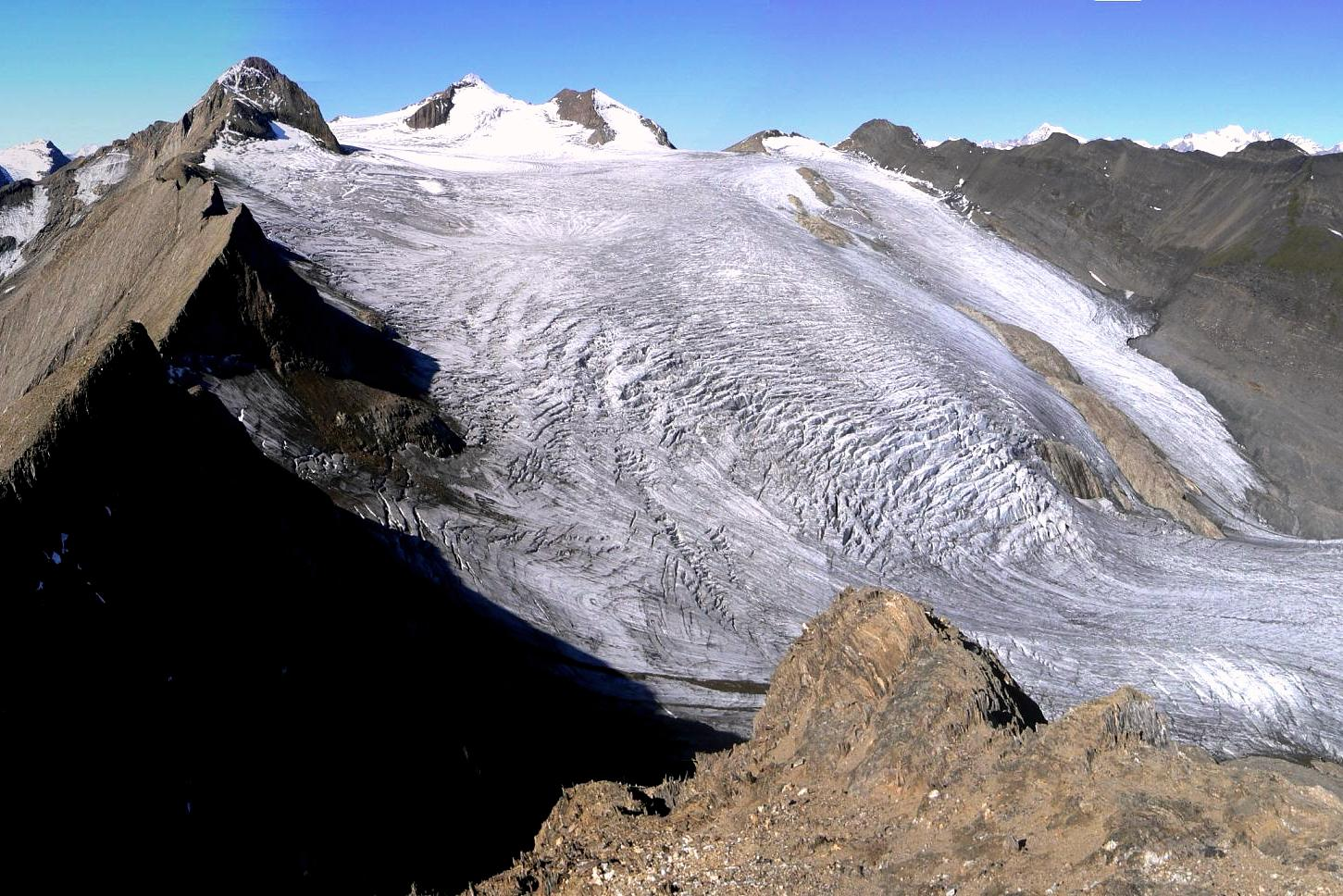

布林嫩峰（德语：Blinnenhorn）是歐洲的山峰，位於瑞士和意大利接壤的邊境，屬於勒蓬廷山的一部分，海拔高度3,374米，人類在1866年9月5日首次登頂。